# بين جيليت
بين جيليت (بالإنجليزية: Penn Jillette)‏ هو مدون صوتي ومقدم برامج إذاعية ولاعب سيرك ‏ وموسيقي وكاتب وروائي وممثل أمريكي، ولد في 5 مارس 1955 في الولايات المتحدة.

## أعمال

### أفلام
- (2005) الأرستقراطيون

## وصلات خارجية
- بين جيليت على موقع IMDb (الإنجليزية)
- بين جيليت على موقع ميوزك برينز (الإنجليزية)
- بين جيليت على موقع قاعدة بيانات برودواي على الإنترنت (الإنجليزية)
- بين جيليت على موقع إن إن دي بي (الإنجليزية)
- بين جيليت على موقع ديسكوغز (الإنجليزية)
- بين جيليت على موقع قاعدة بيانات الفيلم (الإنجليزية)